# Charles Levens
Charles Levens (Marsiglia, 1689 – Bordeaux, 11 marzo 1764) è stato un compositore francese dell'epoca barocca.

## Biografia

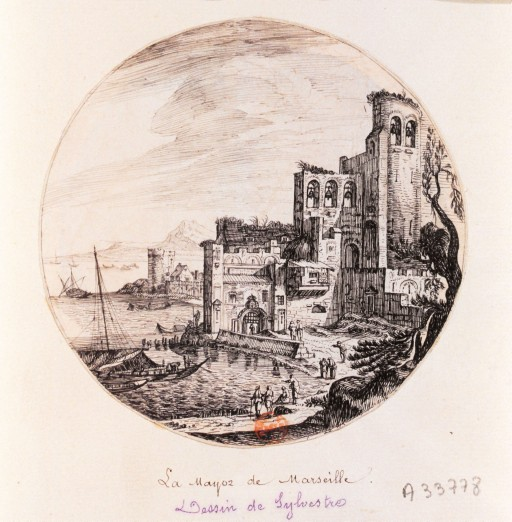
La Major nel XVII secolo

Charles Levens fu affidato in tenera età alla scuola della cattedrale de la Major ove ricevette un'educazione completa in materia di musica sacra. Edotto all'arte del canto e alla pratica del basso continuo, iniziato al fagotto e alla viola da gamba, si esercitò nella composizione musicale attraverso il contatto con le opere dei maestro, poté ben presto aspirare a un posto in una schola cantorum (psallette) di una città importante.
Lasciò La Major nel 1709. Dopo un soggiorno a Bordeaux - che corrisponde al periodo del suo matrimonio con Jeanne Sauzea da cui avrà tredici figli - Levens si stabilisce coma musicista a Tolosa. Quando, nel 1718, il Capitolo della Cattedrale di San Pietro di Vannes gli propose il posto di maestro di musica, non esitò a partire per la Bretagna, dove resterà fino al 1723.
È a Vannes che strinse amicizia con uno dei suoi vecchi allievi del coro della psallette, Nicolas Mahé, che divenne il suo copista. Prima del suo congedo dalla Cattedrale di San Pietro, Levens diresse un Te Deum per celebrare l'incoronazione di Luigi XV nel 1722. Sarà eseguito nel 1789 a Bordeaux, dopo la morte di Levens e al momento dell'annuncio della presa della Bastiglia come un atto d'appello alla clemenza divina.
Di ritorno a Tolosa, Levens assunse la direzione della scuola della cattedrale di Santo Stefano. La sua fama non tardò a diffondersi fuori dalla chiesa. Quando la città di Tolosa decise di inaugurare l'anno accademico, nel 1724, fu a Levens che toccò l'onore di scrivere la "Cantata" di circostanza. Nel novembre del 1738, Charles Levens accettò il posto di maestro di musica della psallette della Cattedrale di Sant'Andrea di Bordeaux. Qui restò fino alla morte, nel 1764. La sua autorità do direttore d'orchestra si appoggiava già su una maturità di pedagogo e di compositore, maturità di cui sono testimoni non solo la stima che gli portano i suoi mecenati, ma anche il riflesso della sua notorietà di musicista e di teorico musicale.
In effetti, oltre alle sue attività di maestro di cappella e di compositore, Levens manifestò un vivo interesse per le ricerche sul linguaggio armonico e sulla questione del "gusto" musicale, esposte nei numerosi trattati dell'epoca. Alla luce delle idee cardine di Jean-Philippe Rameau e delle scoperte dei matematici come quelle di Eulero, inventò un sistema di suoni fondato su una scala bimodale. Determina una successione diatonica - DO-RE-MI-FA-SOL-LAb-SIb-DO - dove la maggiore e la minore omonime sono sottilmente miscelate fino al punto da formare un unico modo «misto».
Il suo trattato, intitolato "Abrégé des règles de l'harmonie... nouveau projet sur un système de musique sans tempérament ni cordes mobiles", fu pubblicato nel 1743. Per l'originalità della sua intuizione, Levens si pone al livello degli autori le cui ricerche sono servite a fissare gli stadi dell'evoluzione della scrittura armonica e tonale.
Quando, dopo una lunga malattia, Levens morì l'11 marzo 1764, il suo nome era conosciuto in gran parte della Francia e a Versailles. Una messa di Requiem fu cantata per il riposo dell'anima del "Cantor" di Sant'Andrea. È probabile che il suo allievo Mahé ebbe cura di onorare il talento del suo maestro e amico dirigendo una delle due "Messes des Morts" di cui era stato copista.

## Opere
Le scuole della Provenza celebrarono il talento del vecchio allievo del coro di Marsiglia cantando i suoi grandi mottetti Dixit Dominus e Exurgat Deus, il suo Magnificat, il suo Te Deum e le sue Messes sans symphonie. Il principe Antonio I di Monaco, grande melomane, acquisì il mottetto Ut Quid Deus. I Concerts di Lilla misero in programma altri quattro grandi mottetto: Magnus Dominus, Cantemus Domino, Benedictus Dominus e Laudate Dominum. Il suo "Paratum cor meum" fu inserito nel programma dei Concerts di Lione e della scuola di Aix-en-Provence. Il compositore ebbe la sua consacrazione tanto a Versailles (Chapelle Royale), che ai Concerts Spirituels di Parigi con l'esecuzione del grande mottetto Deus Noster refugium. La sua celebrità raggiunse l'apogeo negli anni 1740-1750.
Al di fuori delle rare opere profane di circostanza che Charles Levens fu costretto a scrivere, la sua produzione rimane concentrata sul repertorio religioso. La scelta dei testi liturgici conferma la forza d'ispirazione dei salmi e il successo del grande mottetto in Francia fra il 1700 e il 1750. Ma lontano dalla dittatura musicale di Versailles che dà la preferenza al mottetto, Levens continua la tradizione dei maestri provenzali interessandosi anche alla musica di accompagnamento della messa.
Nel XVIII secolo, le Messe polifoniche adottano lo stile concertante del grande mottetto con coro, solisti e "sinfonia" o semplice basso continuo, secondo gli effettivi a disposizione di ciascuna parrocchia. Nelle sue due Messes des Morts (Requiem), Levens fa intervenire un coro a 5 voci e i solisti - basse taille (baritono), haute taille (tenore), haute contre (contralto), dessus (soprano). La parte strumentale è costituita da un basso continuo all'organo, rinforzato da due fagotti e da un violoncello ad libitum.
Destinate alla Cattedrale di Sant'Andrea di Bordeaux, le due "Messes des Morts" in fa maggiore propongono un'illustrazione quasi-integrale del testo della Missa pro defunctis. Le parole profetiche del Dies illa, Dies irae fino ad allora raramente inserite nei Requiem dei suoi predecessori, sono assegnate, in ciascuna delle due Messe, a un solista - contralto e tenore - il cui intervento improvviso nel bel mezzo di un grande coro dà all'annuncio del giudizio universale un rilievo originale.
La preoccupazione costante dell'espressione del testo condiziona la scelta delle differenti sequenze musicali. Le forme degli interventi vocali, estremamente variegate, si succedono al ritmo di un'articolazione sempre rinnovata. L'ispirazione quasi-popolare dei motivi melodici va di pari passo con la scrittura consonante e verticale dei cori sottoposti a una ritmica ternaria e puntata. Alla visione realista delle sofferenze a cui sono destinate le anime dell'inferno, nei cori del Libera me e del Quando coeli movendi sunt, risponde l'affermazione della speranza in un Dio giusto e misericordioso attraverso il ritorno consolante dei cori del Requiem aeternam e nell'ultima invocazione del Kyrie eleison.
Modellato dalla spontaneità della musica della Francia meridionale, rinforzato dai suoi contatti con le opere di Jean Gilles, André Campra, Michel-Richard Delalande e Jean-Philippe Rameau, Levens ha dato allo stile imposto dall'arte ufficiale di Versailles una leggerezza e una vivacità originali. Inoltre, dalla sua partecipazione alle discussioni teoriche del suo tempo, appare come un uomo del secolo dei lumi ad un tempo artista e scienziato, dipendente dai suoi committenti ecclesiastici e tuttavia disponibile per tutti i percorsi di ricerca.
Uomo modesto, zelante, di carattere amabile e giusto come lo descrivono i suoi committenti, lo si immagina rigoroso nei suoi compiti e ambizioso al riguardo della sua produzione.
Al servizio dei mecenati ecclesiastici di cui doveva soddisfare le esigenze, Levens fu, similmente al suo celebre contemporaneo Johann Sebastian Bach, un compositore che seppe esprimere con l'iconicità della sua scrittura, la profondità della sua fede e la sua interpretazione personale dei testi biblici.

## Discografia
- Te Deum & Deus Noster Refugium (CD HORTUS 060), Ensemble Sagittarius - Orchestre Baroque Les Passions - Ensemble Baroque Orfeo & Groupe Vocal Arpèges. Direttore: Michel Laplénie
- Messes de Morts I & II (CD ETCETERA KTC1340), Ensemble Sagittarius - Orchestre Baroque Les Passions - Ensemble Baroque Orfeo & Groupe Vocal Arpèges. Direttore: Michel Laplénie